# San Isidro Labrador
San Isidro Labrador é um município do departamento de Chalatenango, em El Salvador. Sua população estimada em 2007 era de 2 592 habitantes.